# Sanchón de la Sagrada
Sanchón de la Sagrada è un comune spagnolo di 53 abitanti situato nella comunità autonoma di Castiglia e León.